# Eric Hendershot
Eric Hendershot est un réalisateur et producteur américain.

## Filmographie
- 1979 : Take Down
- 1999 : Graine de détective
- 2000 : Le bébé s'est envolé
- 2005 : Down and Derby
- 2010 : Horse Crazy 2 : The Legend of Grizzly Mountain